# USS LST-362
O USS LST-362 foi um navio de guerra norte-americano da classe LST que operou durante a Segunda Guerra Mundial.